# Charles Gaudichaud-Beaupré
Charles Gaudichaud-Beaupré (ur. 4 września 1789 w Angoulême, zm. 16 stycznia 1854 w Paryżu) – francuski botanik, badacz flory i fauny Australii i południowego Pacyfiku.
Studiował botanikę w Muzeum Historii Naturalnej w Paryżu, a następnie, po odbyciu kursu w Antwerpii służył w marynarce francuskiej jako farmaceuta w latach 1811–1814. W roku 1817 został zwerbowany przez Louisa-Claude de Saulcesa de Freycineta do udziału w jego wyprawie na Pacyfik w charakterze chirurga i botanika na pokładzie statku Uranie.
W czasie tej trzyletniej wyprawy współpracował z Josephem Paulem Gaimardem jako jego asystent. Zgromadził tysiące okazów flory i fauny z obszarów od zachodnich wybrzeży Australii po Hawaje.
Podczas badań prowadzonych na wyspach Berniera u wejścia do Zatoki Rekinaj w zachodniej Australii odkrył dotąd nieskatalogowany gatunek rośliny krzewiastej, którą nazwał keraudrenem od nazwiska towarzyszącego mu lekarza okrętowego. Na Timorze w dzisiejszej Indonezji Gaudichaud-Beaupré znalazł nieznany nauce pnący gatunek pandanowca, który, na cześć dowódcy ekspedycji nazwał Pandanus freycinetia. Inną roślinę, podobnie nazwaną (Santalum freycinetiana), a będącą odmianą sandałowca, odkrył na Hawajach.
W drodze powrotnej statek zatrzymał się w Sydney w Australii, gdzie Gaudichaud-Beaupré miał sposobność spenetrować pasmo Gór Błękitnych i zebrać wiele ciekawych okazów flory. Po rozbiciu się Uranie na wyspach falklandzkich w lutym 1820 r. uratował większość swej kolekcji tropikalnych roślin, a nim załoga - po kilku miesiącach - została uratowana przez przepływający amerykański statek, zdołał zebrać kilkaset okazów lokalnej flory falklandzkiej, co opisał w wydanej w 1825 r. książce Flora des îles Malouines (Flora wysp Malwiny). Sprawozdanie z całej wyprawy na pokładzie Uranie ukazało się w roku następnym.
Gdy w roku 1828 został członkiem korespondentem Francuskiej Akademii Nauk Gaudichaud-Beaupré wziął udział w kolejnej ekspedycji (1830–1832) na pokładzie Herminie do Ameryki Południowej, gdzie badał florę w Brazylii, Chile i Peru i zebrał ponad 3000 eksponatów dla Muzeum Historii Naturalnej w Paryżu. W latach 1836–1837, wraz z zoologiem Fortuné Eydoux'em, uczestniczył w ostatniej swej wyprawie na Pacyfik na statku Bonité pod rozkazami Auguste'a Nicolasa Vaillanta.
Po powrocie z tej wyprawy został przyjęty w poczet stałych członków Akademii Nauk. Podczas swych podróży zebrał ponad dziesięć tysięcy okazów roślin, w tym 1200 nieznanych dotąd nauce. Czerwono kwitnącą grevilleę, którą znalazł w zachodniej Australii, nazwano na jego cześć Grevillea gaugichaudi.
Standardową skróconą formą autora, używaną do wskazania przy cytowaniu nazw botanicznych, jest Gaudich..

## Główne publikacje
- Voyage autour du monde... exécuté sur les corvettes de S. M., ″l'Uranie″ et ″la Physicienne″, pendant les années 1817, 1818, 1819 et 1820, publié... par M. Louis de Freycinet,... Botanique, par M. Charles Gaudichaud [avec la collaboration de MM. Persoon, Agardh et Schewaegrichen] (Pillet aîné, Paris, 1826)
- Recherches générales sur l'organographie, la physiologie et l'organogénie des végétaux (Imprimerie Royale, Paris, 1841)
- Voyage autour du monde exécuté pendant les années 1836 et 1837 sur la corvette La Bonite commandée par Vaillant... Histoire naturelle. Botanique (Arthus Bertrand, Paris, 1844-1846)